# 馬袖強
拿督斯里馬袖強（1961年6月17日—），馬來西亞政治人物，也是民政黨前主席。他出生於馬來西亞霹靂州下霹靂縣安顺，祖籍中國福建省古田縣（原為福州十邑之一，今屬宁德市）。2014年代表民政党参加安顺补选并夺下有关议席，并在之后内阁改组后出任马来西亚種植及原產業部部长兼安顺国会议员。在2018年大选对垒倪可敏时以超过一万多票落败，无法继续连任国会议员。

## 履历
马袖强曾在內閣任國際貿易及工業部副部長（2004年至2006年），農業及農基工業部副部長（2006年至2008年）以及種植及原產部長（2016年至2018年）。并在2013年起擔任民政黨主席。
他也曾于1995年至1999年任霹靂州議會巴碩伯打馬州議員。1999年至2004年和2014年至2018年任安顺国会议员。

## 争议
2018年1月6日，马袖强出席“马华民政团结势更强”大集会上，第一次以90%、达40分钟的华语演讲稿向听众演讲。然而他在演讲时出现口误，其中包括把“高峰”说成“高潮”、“恩恩怨怨”说成“恩恩爱爱”以及“子弹”说成“鸡蛋”，成了网民炮轰的对象，其演讲视频也遭到无良网民后置成色情影片。由于马袖强于英校毕业，因此他只能以不够标准的华语发音，而本身也表示目前正在学习中文，并会在接下来的以华裔为主的演讲中使用华语演说。